# Scorpaenopsis brevifrons
Scorpaenopsis brevifrons és una espècie de peix pertanyent a la família dels escorpènids.

## Descripció
- Fa 13,3 cm de llargària màxima.
- Nombre de vèrtebres: 24.[5][6]

## Hàbitat
És un peix marí, associat als esculls de corall i de clima tropical que viu entre 1-38 m de fondària.

## Distribució geogràfica
Es troba al Pacífic oriental central: Midway i les illes Hawaii.

## Costums
És bentònic.

## Observacions
És inofensiu per als humans.